# Meluco
Meluco é uma vila de moçambicana que ocupa uma área de 5.799 km2, sede do distrito homónimo, na província de Cabo Delgado.